# Двоствольна рушниця

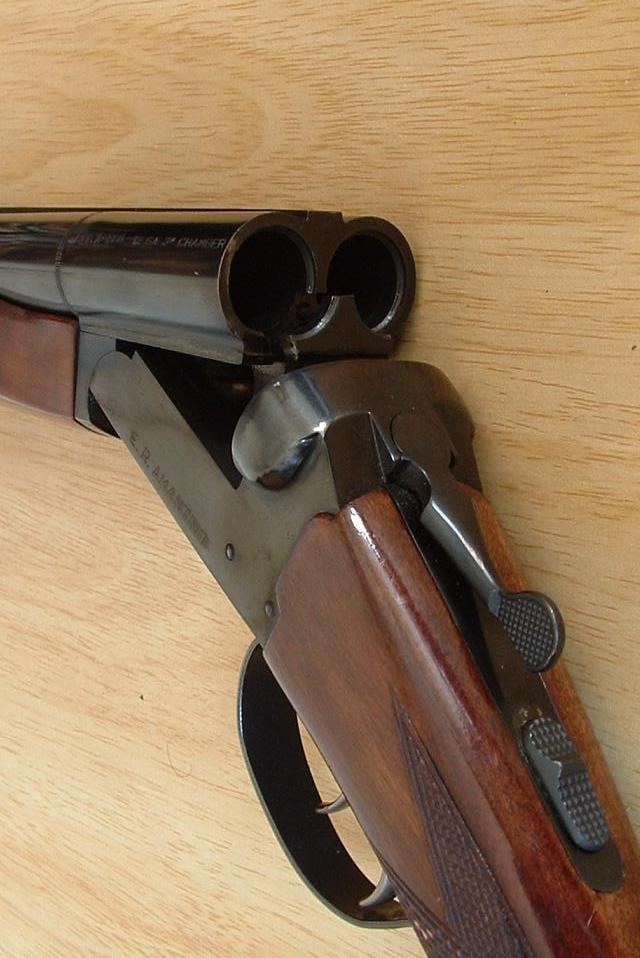
Двоствольна рушниця з горизонтальним розташуванням стволів

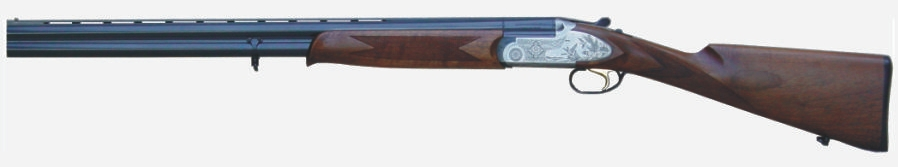
Бокфлінт — рушниця з вертикальним розташуванням стволів

Двоствольна рушниця, двостволка (переломна) — тип рушниці з двома стволами.
Винайдена французом Леклерком (La Claire) в 1738 році. Двоствольні рушниці вживаються майже виключно як мисливські, в армії вони не використовуються. Є два основні варіанти розташування стволів: горизонтально, коли стволи розташовуються поруч, і вертикально, коли один ствол розташовується над другим (бокфлінт).
За типом спускового механізму двостволки діляться на конструкції з двома спусковими гачками (один для кожного ствола) і одним спусковим гачком (постріли відбуваються послідовно). При горизонтальному розташуванні стволів вони не паралельні, а сходяться так, щоб при стрільбі укладати дріб в одну точку на відстані 30-35 м. Нерідко в мисливській зброї, щоб розширити можливості рушниці, в стволах робляться різні дульні звуження (чоки), або стволи розрізняються за калібром — наприклад, один зі стволів нарізний, а другий гладкий (так званий бюксфлінт).